# Sanctuaire Notre-Dame de Minas
Le sanctuaire Notre-Dame de Minas, ou sanctuaire Notre-Dame du Verdún — d’après la colline homonyme (es) — est un lieu de pèlerinage catholique situé à Minas en Uruguay, que la Conférence épiscopale de l’Uruguay reconnaît comme sanctuaire national. Il est rattaché au diocèse de Maldonado-Punta del Este-Minas.

## Historique

### Statue initiale
José De Luca, curé de la paroisse de Minas de novembre 1891 à avril 1906, a l’idée en 1900 de créer un sanctuaire à la Vierge à l’écart de la ville. La colline Arequita (es) est initialement choisie, mais c’est finalement la colline du Verdún (es) qui est retenue — le nom provient de celui de Juan Bautista Berdum, le propriétaire du terrain au début du XIXe siècle.

Le sanctuaire initial.

La date retenue pour l’inauguration du monument est le 19 avril 1901. C’est un grand piédestal de six mètres de haut, portant une statue de la Vierge. En raison du temps cependant, l’inauguration a réellement lieu le 21 avril ; l’évêque Mariano Soler (es) préside la cérémonie et bénit la statue, devant plus de 3 000 personnes, certains venus en train de Montevideo.
Il est décidé d’organiser un pèlerinage chaque année au 19 avril pour commémorer l’inauguration ; il s’agit surtout de la date de débarquement des Trente-trois Orientaux sur la plage de la Charmante, et cela permet donc de créer un lien fort entre religion et politique. Le pape Léon XIII accorde l’indulgence plénière aux pèlerins du Verdún le 12 octobre 1902.

### Statue actuelle
En 1906, Mariano Soler (es) commande à l’architecte Cayetano Bringas un plus grand sanctuaire. Celui-ci imagine un monument de 45 mètres de haut, soutenu par trois pilastres représentant les vertus théologales (foi, espérance et charité), avec au-dessus un globe de 5 mètres et une statue de la Vierge Immaculée de 9 mètres.
Le 4 juin 1907, le chantier est lancé. La mort de Mariano Soler (es) — en septembre 1908 à Gibraltar, alors qu’il revenait du Vatican — cause cependant la suspension des travaux. Il est décidé l’année suivante de les reprendre, mais en réduisant les dimensions de deux tiers ; c’est l’ingénieur local Andrés Rius qui en est alors chargé.
La statue de 3,15 mètres, fabriquée en France et ayant coûté 7 000 vieux pesos, est amenée le 18 novembre 1909 en train depuis Montevideo, ce qui donne lieu à un grand pèlerinage ; elle est bénie par l’administrateur apostolique de Montevideo, Ricardo Isasa y Goyechea. L’inauguration a évidemment lieu un 19 avril, en 1910.

### Aménagements
Le curé Oscar Andrade fait construire à partir de janvier 1943 une première chapelle, puis en 1947 aménage le chemin de croix. Après 1957, le premier évêque de Minas (es), José María Caballero, aménage le chemin qui monte au sanctuaire. Un presbytère est accolé à la chapelle, et une messe est célébrée hebdomadairement.
Le troisième évêque de Minas, Carlos Arturo Mullin (es), fait construire en 1975 une deuxième chapelle orientée en direction de la statue. Deux ans après, la chapelle initiale est réaménagée pour les exercices spirituels. Le 15 avril 2010, la Conférence épiscopale de l’Uruguay donne au sanctuaire le statut de sanctuaire national.
Des restaurations des installations existantes ont lieu en 2014, et une chapelle Notre-Dame-de-la-Miséricorde, semi-enterrée et ayant une capacité de 300 personnes, est ajoutée au sanctuaire en 2015. Le projet comporte également un auditorium à ciel couvrant près de 5 000 m2 et prévu pour accueillir jusqu’à 2 400 personnes.